# Morgan Hamm
Morgan Carl Hamm (ur. 24 września 1982) – amerykański gimnastyk. Srebrny medalista olimpijski z Aten.
Zawody w 2004 były jego drugimi igrzyskami, debiutował cztery lata wcześniej w Sydney. Wywalczył srebro w drużynie, w tej samej konkurencji był również srebrnym medalistą mistrzostw świata (2003). Gimnastykiem i medalistą olimpijskim jest również jego brat bliźniak Paul.